# Bahnhof Grimmen
Der Bahnhof Grimmen in Grimmen (Mecklenburg-Vorpommern), Bahnhofstraße 19, liegt an der Bahnstrecke Berlin–Stralsund (Berliner Nordbahn) und wurde 1878 eröffnet. Die Gebäude stehen unter Denkmalschutz.

## Geschichte
Planungen zum Bau einer Bahnstrecke von Berlin über Neubrandenburg, Grimmen nach Stralsund gab es bereits in den 1840er Jahren. Damals war ein Bahnhof in Grimmen östlich des Stadtkerns in Gespräch, da der Aufwand zur Überquerung des sumpfigen Trebeltals auf der anderen Stadtseite zu groß erschien. Die damaligen Pläne wurden nicht verwirklicht. Erst 1878 konnte der Betrieb auf der Berliner Nordbahn Berlin–Neustrelitz–Stralsund aufgenommen werden. Der Grimmener Bahnhof wurde westlich der Innenstadt angelegt.
Die kreuzende Bahnstrecke Greifswald–Grimmen–Tribsees wurde 1896 durch die Eisenbahn-Gesellschaft Greifswald-Grimmen (GGE) eröffnet. Im Sommer 1945 wurde die Strecke als Reparationsleistung an die Sowjetunion abgebaut. Ein kurzes Streckenstück in Grimmen verblieb als Anschlussbahn.
1993 wurde der elektrische Betrieb auf dem Abschnitt Neustrelitz – Stralsund der Nordbahn aufgenommen.

Das zweigeschossige, verklinkerte, historisierende ehemalige Empfangsgebäude mit zwei seitlichen Giebelrisaliten wurde 1878 gebaut. Die Fassade des Dachgeschosses erhielt zur Straßenseite eine Fachwerkverkleidung im Schweizerstil. Im März 2020 wurde das Bahnhofsgebäude versteigert.
 Das Empfangsgebäude soll für andere Nutzungen umgebaut werden. Das Stellwerksgebäude wurde saniert.

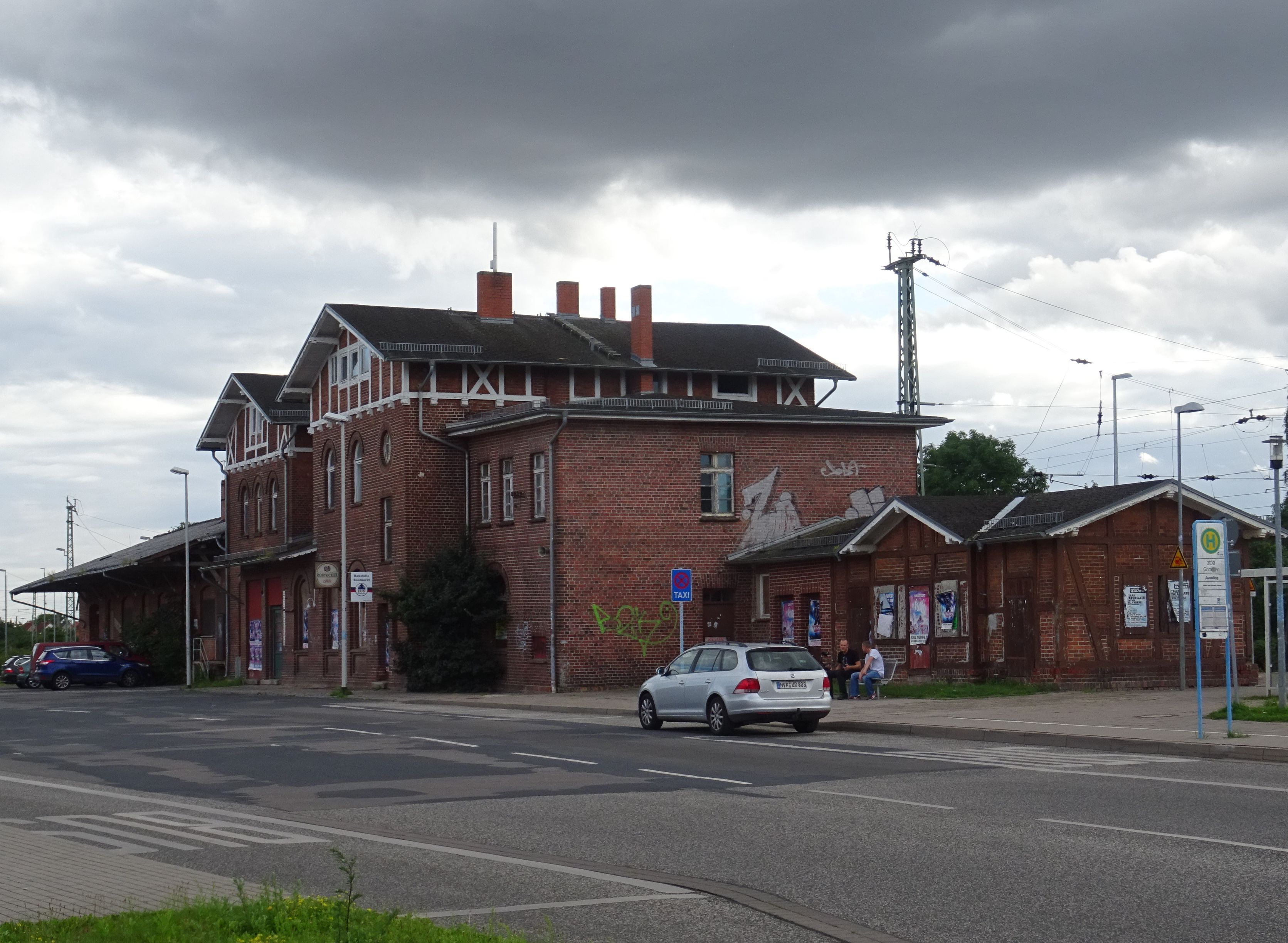
Straßenseite
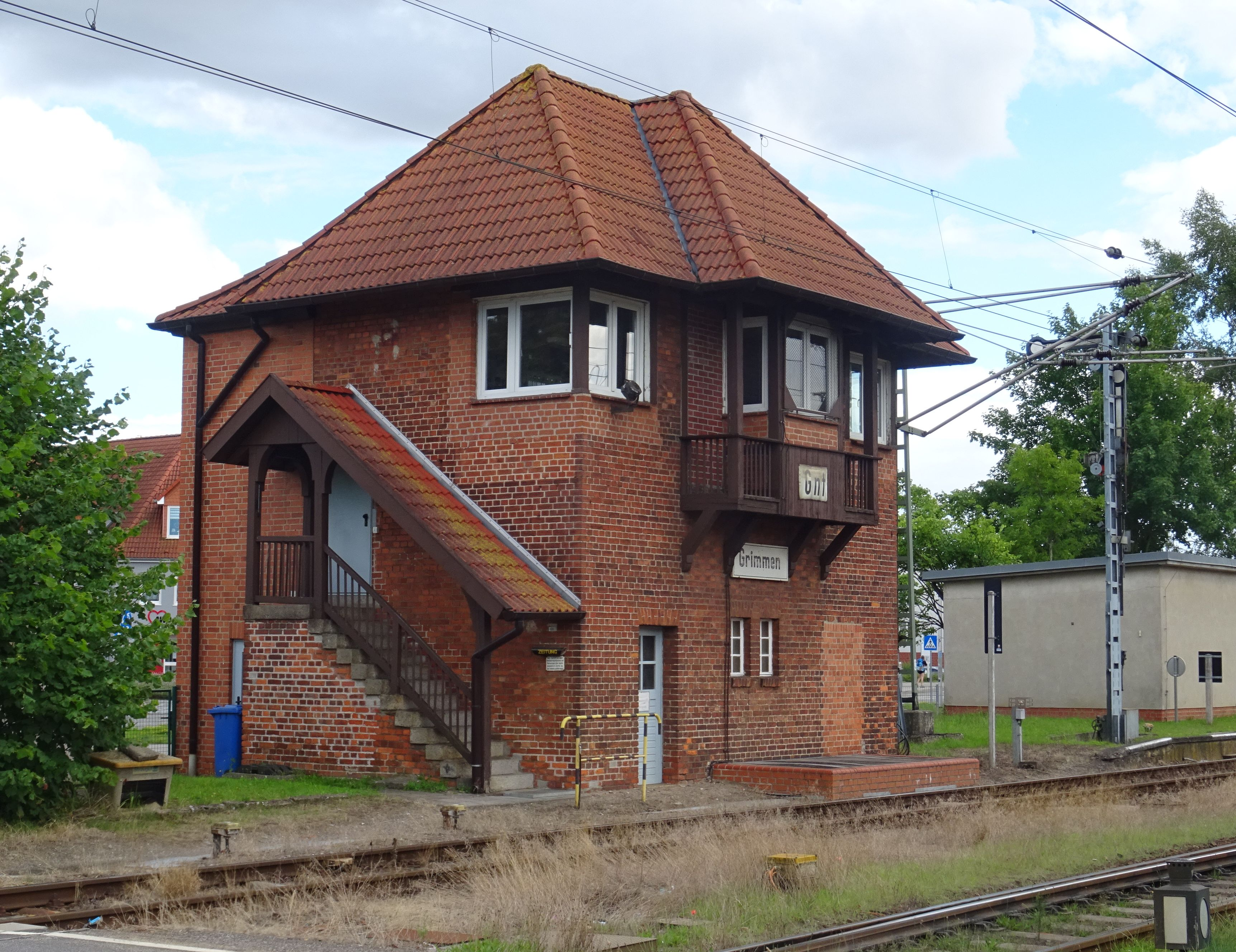
Stellwerk

## Anbindung
Auf der Strecke Neustrelitz–Stralsund verkehrt stündlich die Regional-Express-Linie RE 5 mit Halt in Grimmen. Zweistündlich besteht eine umstiegsfreie Weiterbindung über Berlin bis nach Finsterwalde.